# Charleston, West Virginia
Charleston (/ˈtʃɑːrlstən/) là thủ phủ và thành phố lớn nhất của tiểu bang West Virginia, Hoa Kỳ, nằm ở hợp lưu của sông Elk và Kanawha ở quận Kanawha. Theo thống kê dân số năm 2020, dân số của Charleston là 48.864 người, trong khi dân số của vùng đô thị là 224.743 người. Đây là trung tâm của chính phủ, thương mại, công nghiệp của West Virginia. Những ngành công nghiệp đầu tiên quan trọng đối với Charleston bao gồm muối và khí đốt tự nhiên đầu tiên. Sau đó, than trở thành trung tâm của sự thịnh vượng kinh tế trong thành phố và khu vực xung quanh. Ngày nay, thương mại, dịch vụ tiện ích, chính phủ, y học và giáo dục đóng vai trò trung tâm trong nền kinh tế của thành phố. Khu định cư lâu dài đầu tiên, Ft. Lee, được xây dựng năm 1788. Năm 1791, Daniel Boone là thành viên của Hội đồng Quận Kanawha.

## Địa lý

### Khí hậu
| Dữ liệu khí hậu của Charleston, West Virginia (Sân bay Yeager), 1991–2020 normals, extremes 1892–hiện tại | Dữ liệu khí hậu của Charleston, West Virginia (Sân bay Yeager), 1991–2020 normals, extremes 1892–hiện tại | Dữ liệu khí hậu của Charleston, West Virginia (Sân bay Yeager), 1991–2020 normals, extremes 1892–hiện tại | Dữ liệu khí hậu của Charleston, West Virginia (Sân bay Yeager), 1991–2020 normals, extremes 1892–hiện tại | Dữ liệu khí hậu của Charleston, West Virginia (Sân bay Yeager), 1991–2020 normals, extremes 1892–hiện tại | Dữ liệu khí hậu của Charleston, West Virginia (Sân bay Yeager), 1991–2020 normals, extremes 1892–hiện tại | Dữ liệu khí hậu của Charleston, West Virginia (Sân bay Yeager), 1991–2020 normals, extremes 1892–hiện tại | Dữ liệu khí hậu của Charleston, West Virginia (Sân bay Yeager), 1991–2020 normals, extremes 1892–hiện tại | Dữ liệu khí hậu của Charleston, West Virginia (Sân bay Yeager), 1991–2020 normals, extremes 1892–hiện tại | Dữ liệu khí hậu của Charleston, West Virginia (Sân bay Yeager), 1991–2020 normals, extremes 1892–hiện tại | Dữ liệu khí hậu của Charleston, West Virginia (Sân bay Yeager), 1991–2020 normals, extremes 1892–hiện tại | Dữ liệu khí hậu của Charleston, West Virginia (Sân bay Yeager), 1991–2020 normals, extremes 1892–hiện tại | Dữ liệu khí hậu của Charleston, West Virginia (Sân bay Yeager), 1991–2020 normals, extremes 1892–hiện tại | Dữ liệu khí hậu của Charleston, West Virginia (Sân bay Yeager), 1991–2020 normals, extremes 1892–hiện tại |
| Tháng | 1 | 2 | 3 | 4 | 5 | 6 | 7 | 8 | 9 | 10 | 11 | 12 | Năm |
| --- | --- | --- | --- | --- | --- | --- | --- | --- | --- | --- | --- | --- | --- |
| Cao kỉ lục °F (°C)                                                                                        | 81 (27)                                                                                                   | 81 (27)                                                                                                   | 92 (33)                                                                                                   | 96 (36)                                                                                                   | 98 (37)                                                                                                   | 105 (41)                                                                                                  | 108 (42)                                                                                                  | 108 (42)                                                                                                  | 104 (40)                                                                                                  | 96 (36)                                                                                                   | 87 (31)                                                                                                   | 80 (27)                                                                                                   | 108 (42)                                                                                                  |
| Trung bình tối đa °F (°C)                                                                                 | 68.2 (20.1)                                                                                               | 70.6 (21.4)                                                                                               | 79.1 (26.2)                                                                                               | 86.8 (30.4)                                                                                               | 88.8 (31.6)                                                                                               | 92.0 (33.3)                                                                                               | 93.9 (34.4)                                                                                               | 93.1 (33.9)                                                                                               | 90.1 (32.3)                                                                                               | 84.5 (29.2)                                                                                               | 77.3 (25.2)                                                                                               | 69.1 (20.6)                                                                                               | 95.3 (35.2)                                                                                               |
| Trung bình ngày tối đa °F (°C)                                                                            | 43.9 (6.6)                                                                                                | 47.8 (8.8)                                                                                                | 56.8 (13.8)                                                                                               | 69.4 (20.8)                                                                                               | 76.2 (24.6)                                                                                               | 83.1 (28.4)                                                                                               | 86.0 (30.0)                                                                                               | 85.2 (29.6)                                                                                               | 79.5 (26.4)                                                                                               | 68.7 (20.4)                                                                                               | 57.3 (14.1)                                                                                               | 47.5 (8.6)                                                                                                | 66.8 (19.3)                                                                                               |
| Trung bình ngày °F (°C)                                                                                   | 35.0 (1.7)                                                                                                | 38.2 (3.4)                                                                                                | 46.0 (7.8)                                                                                                | 56.9 (13.8)                                                                                               | 64.7 (18.2)                                                                                               | 72.3 (22.4)                                                                                               | 75.8 (24.3)                                                                                               | 74.6 (23.7)                                                                                               | 68.3 (20.2)                                                                                               | 57.0 (13.9)                                                                                               | 46.4 (8.0)                                                                                                | 38.7 (3.7)                                                                                                | 56.2 (13.4)                                                                                               |
| Tối thiểu trung bình ngày °F (°C)                                                                         | 26.1 (−3.3)                                                                                               | 28.6 (−1.9)                                                                                               | 35.1 (1.7)                                                                                                | 44.5 (6.9)                                                                                                | 53.2 (11.8)                                                                                               | 61.5 (16.4)                                                                                               | 65.5 (18.6)                                                                                               | 64.1 (17.8)                                                                                               | 57.1 (13.9)                                                                                               | 45.3 (7.4)                                                                                                | 35.6 (2.0)                                                                                                | 29.9 (−1.2)                                                                                               | 45.5 (7.5)                                                                                                |
| Trung bình tối thiểu °F (°C)                                                                              | 5.5 (−14.7)                                                                                               | 9.9 (−12.3)                                                                                               | 17.0 (−8.3)                                                                                               | 27.6 (−2.4)                                                                                               | 37.1 (2.8)                                                                                                | 48.8 (9.3)                                                                                                | 55.7 (13.2)                                                                                               | 54.1 (12.3)                                                                                               | 43.3 (6.3)                                                                                                | 30.4 (−0.9)                                                                                               | 20.6 (−6.3)                                                                                               | 12.9 (−10.6)                                                                                              | 2.3 (−16.5)                                                                                               |
| Thấp kỉ lục °F (°C)                                                                                       | −16 (−27)                                                                                                 | −12 (−24)                                                                                                 | −5 (−21)                                                                                                  | 18 (−8)                                                                                                   | 26 (−3)                                                                                                   | 33 (1) | 46 (8) | 41 (5) | 32 (0) | 17 (−8)                                                                                                   | 6 (−14)                                                                                                   | −17 (−27)                                                                                                 | −17 (−27)                                                                                                 |
| Lượng Giáng thủy trung bình inches (mm)                                                                   | 3.27 (83)                                                                                                 | 3.36 (85)                                                                                                 | 4.14 (105)                                                                                                | 3.56 (90)                                                                                                 | 4.93 (125)                                                                                                | 4.72 (120)                                                                                                | 5.38 (137)                                                                                                | 3.75 (95)                                                                                                 | 3.46 (88)                                                                                                 | 2.91 (74)                                                                                                 | 3.20 (81)                                                                                                 | 3.56 (90)                                                                                                 | 46.24 (1.174)                                                                                             |
| Lượng tuyết rơi trung bình inches (cm)                                                                    | 10.3 (26)                                                                                                 | 7.7 (20)                                                                                                  | 5.9 (15)                                                                                                  | 0.5 (1.3)                                                                                                 | 0.0 (0.0)                                                                                                 | 0.0 (0.0)                                                                                                 | 0.0 (0.0)                                                                                                 | 0.0 (0.0)                                                                                                 | 0.0 (0.0)                                                                                                 | 0.6 (1.5)                                                                                                 | 1.5 (3.8)                                                                                                 | 5.0 (13)                                                                                                  | 31.5 (80)                                                                                                 |
| Số ngày giáng thủy trung bình (≥ 0.01 in)                                                                 | 14.8 | 13.7 | 14.8 | 13.4 | 14.1 | 12.5 | 12.8 | 10.6 | 9.0 | 10.1 | 11.0 | 14.2 | 151.0 |
| Số ngày tuyết rơi trung bình (≥ 0.1 in)                                                                   | 7.6 | 6.2 | 3.9 | 0.5 | 0.0 | 0.0 | 0.0 | 0.0 | 0.0 | 0.1 | 1.5 | 4.1 | 23.9 |
| Nguồn: NOAA                                                                                               | | | | | | | | | | | | | |

## Nhân khẩu

### Thống kê dân số 2020
| Chủng tộc / sắc tộc (NH = không phải Hispano)     | Dân số 2000 | Dân số 2010 | Dân số 2020 | % 2000 | % 2010 | % 2020 |
| ------------------------------------------------- | ----------- | ----------- | ----------- | ------ | ------ | ------ |
| Người Mỹ da trắng (NH)                            | 42,810      | 39,900      | 36,216      | 80.1%  | 77.6%  | 74.1%  |
| Người Mỹ gốc Phi (NH)                             | 7,998       | 7,867       | 7,136       | 15.0%  | 15.3%  | 14.6%  |
| Người Mỹ bản địa hoặc người bản địa Alaska (NH)   | 120         | 116         | 115         | 0.2%   | 0.2%   | 0.2%   |
| Người Mỹ gốc Á (NH)                               | 974         | 1,178       | 1,254       | 1.8%   | 2.3%   | 2.6%   |
| Người Mỹ gốc Quần đảo Thái Bình Dương (NH)        | 12          | 17          | 20          | 0.0%   | 0.0%   | 0.0%   |
| Chủng tộc khác (NH)                               | 88          | 80          | 288         | 0.2%   | 0.2%   | 0.6%   |
| Người Mỹ đa chủng tộc (NH)                        | 987         | 1,548       | 2,866       | 1.8%   | 3.0%   | 5.9%   |
| Người Mỹ gốc Hispano và Latino (chủng tộc bất kỳ) | 432         | 694         | 969         | 0.8%   | 1.4%   | 2.0%   |
| Tổng cộng                                         | 53,421      | 51,400      | 48,864      | 100.0% | 100.0% | 100.0% |

Theo thống kê dân số Hoa Kỳ năm 2020, Charleston có 48.864 người, 22.082 hộ và 11.685 gia đình. Mật độ dân số là 1.551,2 người trên dặm vuông (598,9/km2). Thành phố có 25.766 đơn vị nhà ở. Thành phần chủng tộc của thành phố là 74,7% người da trắng, 14,8% người Mỹ gốc Phi, 0,3% người Mỹ bản địa, 2,6% người Mỹ gốc Á, 0,0% người bản địa Quần đảo Thái Bình Dương, 1,1% chủng tộc khác và 6,6% có ít nhất hai chủng tộc. Người Mỹ gốc Hispano và Latino chiếm 2,0% dân số.